# Turkmenistan
Turkmenistan ili Turkmenija je država u središnjoj Aziji. Graniči na sjeverozapadu s Kazakstanom, na sjeveru i istoku s Uzbekistanom, na jugoistoku s Afganistanom i na jugu s Iranom. Na zapadu izlazi na Kaspijsko more. Turkmenistan je jedna od 15 država nastalih raspadom Sovjetskoga Saveza.

## Povijest
Područje Turkmenistana u starom vijeku bilo je dijelom carstava Medijaca, Ahemenida, Makedonaca, Parta i Sasanida. U 4. stoljeću Turkmenistanom su vladali Huni. U 7. stoljeću osvojili su ga Arapi i donijeli Islam. Kasnije su ovim prostorom vladali Seldžuci, a u početku 13. stoljeća postao je dio države Džingis-kana. Od 16. stoljeća Turkmenija je bila podložna Hivskom Kanatu i Buharskom Kanatu a na jugu su vladali iranski Safavidi.
Rusko Carstvo osvajalo je Turkmenistan krajem 19. stoljeća i konačno zavladalo njime 1894. U Sovjetskom Savezu Turkmenistan je 1924. postao jedna od socijalističkih republika i formirane su današnje granice. U sovjetskom razdoblju razvijen je sustav navodnjanvanja i proširene su obradive površine.
Povijest Turkmenistana nakon neovisnosti donekle nalikuje drugim zemljama srednje Azije: vlast su zadržali komunistički dužnosnici na čelu sa Saparmuratom Nijazovom koji je 1999. proglašen doživotnim predsjednikom. Otvoreno suprotstavljanje vladajućoj politici se ne tolerira, a Nijazovljev kult ličnosti poprimio je totalitarne razmjere.

## Zemljopis
Većinu zemlje (gotovo 80 %) zauzima gotovo nenaseljena pustinja Karakum. Duž južne granice s Iranom se pruža gorje Kopet-Dag. Najviši vrh zemlje je Ayrybaba (3139 m) na planini Kugitangtau na jugoistočnoj granici s Uzbekistanom. Velik dio sjeveroistočne granice prema Uzbekistanu čini rijeka Amu-Darja.
Turkmenistan ne izlazi na more, ali ima dugačku obalu na Kaspijskom jezeru. Na Kaspijskom jezeru je zaljev Karabogaz koji je gotovo potpuno odvojen od jezera te mu je povećana slanoća. Unutar jezera postoje značajna nalazišta nafte i prirodnog plina. Najveća luka na jezeru je grad Türkmenbaşy koji se prije zvao Krasnovodsk, ali je preimenovan prema prvom predsjedniku Turkmenistana  Saparmuratu Nijazovu Türkmenbaşyu.
Turkmenistan je kontinentski zatvorena država daleko od mora, pa u njoj prevladava pustinjska klima (glavni vjetrovi ne donose kišu Turkmenistanu). Klima je većinom kontinentska (hladne pustinje-temperature nisu previsoke, ali nedostaje padalina). Nešto više padalina postoji u planinama na jugu, te je tamo najpovoljnija klima. 
U prostoru oko rijeke Amu-Darje je najznačajniji poljoprivredni prostor s velikim nasadima pamuka. S obzirom na to da je klima pustinjska, voda se dobiva navodnjavanjem iz rijeke. Zbog toga se smanjuje razina vode u rijeci.

### Stanovništvo
S obzirom na to da prevladava pustinja, stanovništvo je koncentrirano u podnožjima planina i u oazama uzduž rijeka i kanala. Najnaseljeniji je sjeveroistočni granični prostor uz rijeku Amu-Darju i podnožja planine Kopet Dag na jugu.
Većinu stanovništva (85 %) čine Turkmeni čiji jezik pripada turkijskoj jezičnoj skupini i koji su muslimani. U zemlji žive i  (5 %) Uzbeci i Rusi (4 %).

### Etnički sastav
Procjena za 2006. godinu govori o 4.899.000 stanovnika, od čega na Turkmene otpada 3.936.000. Ostali narodi (ima ih 40) su: Uzbeci (443.000);  Rusi (141.000); Kazaki (126.000); Tatari (50.000); Azerbajdžanci (49.000); Baludži (40.000); Armenci (20.000); Ukrajinci (12.000); Iranci (11.000); Lezgini (11.000). Manje od 10.000 broje: Karakalpaci (5500); Tadžici (4300); Bjelorusi (4000); Korejci (3500); Kurdi (2900); Baškirci (2600); Čuvaši (2400); Nijemci (2200); Oseti (1900); Patani (1800); Moldavci (1700); Mordvini (1700); Brahui (1600); Darginci (1600); Lakci (1600); Ujguri (1400); Gruzijci (1000); Čečeni (700); Kirgizi (700); Poljaci (700); Avarci (600); Bugari (600); Istočni Marijci (500); Grci (500); Židovi (500); Latvijci (300); Litvanci (200); Tabasarani (200); Udini (20)

### Gospodarstvo
Turkmenistan raspolaže značajnim izvorima zemnog plina i nafte koji čine najvažniji izvor prihoda Turkmenistana. Iskorištavanje je ograničeno nedostatkom infrastrukture za izvoz na svjetsko tržište. Važna je i proizvodnja pamuka. Dugoročni gospodarski razvoj ograničava nespremnost vlade na korjenite reforme i ekscentrična državna potrošnja koja često dovodi do proračunskih manjkova. BDP je u 2004. iznosio 5700 USD po stanovniku, mjereno po PPP-u.

## Vanjske poveznice
Sestrinski projekti
|  | Zajednički poslužitelj ima stranicu o temi Turkmenistan    |
|  | Zajednički poslužitelj ima još gradiva o temi Turkmenistan |
|  | Wječnik ima rječničku natuknicu Turkmenistan               |